# 贝萨克 (夏朗德省)
贝萨克（法語：Bessac，法語發音：[bɛsak]）是法国夏朗德省的一个市镇，属于昂古莱姆区。

## 地理
贝萨克（45°25'48"N, 0°1'9"W）面积10.55 平方千米，位于法国新阿基坦大区夏朗德省，该省份为法国西部内陆省份，北起德塞夫勒省和维埃纳省，东临上维埃纳省，东南至多尔多涅省，南至多爾多涅省，西接滨海夏朗德省。
与贝萨克接壤的市镇（或旧市镇、城区）包括：布里苏巴伯济约、德维亚、普利尼亚克、圣奥莱拉沙佩尔、科托迪布朗扎凯。

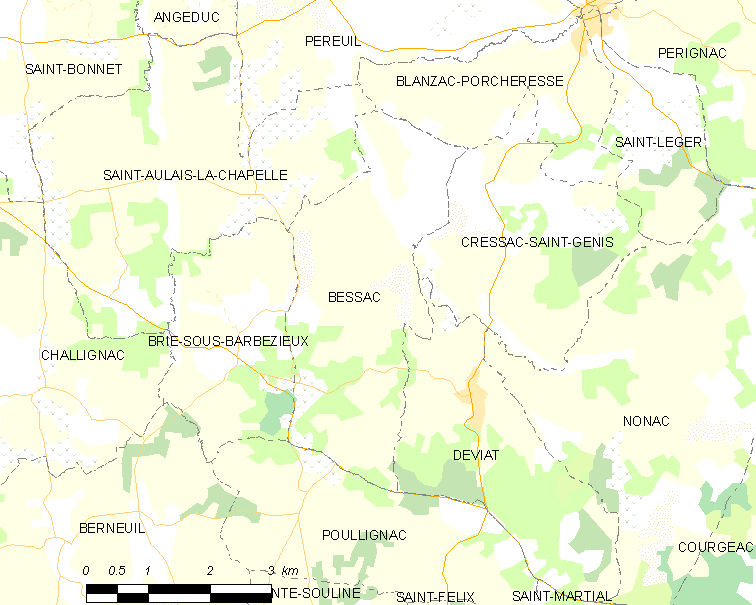
的OSM定位图

贝萨克的时区为UTC+01:00、UTC+02:00（夏令时）。

## 行政
贝萨克的邮政编码为16250，INSEE市镇编码为16041。

## 政治
贝萨克所属的省级选区为蒂德-拉瓦莱特县。

## 人口

1962-2008年间人口变化图示

贝萨克于2022年1月1日时的人口数量为119人。